# Parupeneus spilurus
Parupeneus spilurus es una especie de peces de la familia Mullidae en el orden de los Perciformes.

## Morfología
• Los machos pueden llegar alcanzar los 36 cm de longitud total.

## Distribución geográfica
Se encuentra desde el Japón hasta Australia Occidental, Nueva Caledonia y el norte de Nueva Zelanda. También en Tonga.

## Hábitat
Es un pez de mar.